# Майкл Кроуфорд
Майкл Кроуфорд (англ. Michael Crawford; 19 січня 1942, Солсбері, Вілтшир, Велика Британія) — британський співак і актор, командор Ордена Британської імперії, лавреат численних премій. Його кар'єра включає в себе радіопостановки, ролі на телебаченні і в кіно, ролі в кращих театрах Вест-Енду і на Бродвеї. Кроуфорд був першим виконавцем ролі Примари в мюзиклі Ендрю Ллойда Веббера «Привид опери».

## Театр
- 1971 рік — Ніякого сексу, будь ласка, ми Британці (Браян Ранніклс)

- 1974 року — мюзикл «Біллі-брехун» (Біллі)+

- 1979 рік — Квіти для Елджернона (Чарлі Гордон)

- 1981 року — Барнум (П. Т. Барнум)

- 1986 рік — Привид опери (Привид)

- 2002 рік — Бал вампірів (граф фон Кролок)

- 2004 рік — Жінка в білому (граф Фоско)

- 2011 рік — Чарівник країни Оз (професор Марвел / воротар Смарагдового міста / Гід / Чарівник

## Фільмографія
- 1965 рік — Вправність (Колін)

- 1966 рік — Забавна історія, що трапилася по дорозі на форум (Герон)

- 1967 рік — Жартівники (Майкл Тремейн)

- 1967 рік — Як я виграв війну (Гудбоді)

- 1969 рік — Хелло, Доллі! (Корнеліус)

- 1972 рік — Аліса в Країні Чудес (Білий кролик)

- 2008 рік — ВАЛЛ-І (Корнеліус у фільмі «Хелло, Доллі!»)

## Премії і нагороди
- 1981 року — Барнум, Премія Лоренса Олів'є

- 1986 рік — Привид опери
  - Премія Лоренса Олів'є
  - Тоні
  - Драма Деск

- 2002 рік —  17 місце в списку «100 найкращих британців»

- 2014 рік —  Орден Британської імперії, ступінь командора, за заслуги в галузі благодійництва